# Zsámbék
Zsámbék  este un oraș în districtul Budakesz, județul Pesta, Ungaria, având o populație de 5.036 de locuitori (2011). 

## Demografie
Componența etnică a orașului Zsámbék
     Maghiari (90,22%)
     Germani (6,78%)
     Necunoscut (1,1%)
     Alții (1,9%)
Componența confesională a orașului Zsámbék
     Romano-catolici (43,49%)
     Fără religie (12,71%)
     Reformați (11,44%)
     Atei (1,63%)
     Necunoscută (28,87%)
     Alte religii (3,44%)
Conform recensământului din 2011, orașul Zsámbék avea 5.036 de locuitori. Din punct de vedere etnic, majoritatea locuitorilor (90,22%) erau maghiari, cu o minoritate de germani (6,78%). Apartenența etnică nu este cunoscută în cazul a 1,1% din locuitori. Nu există o religie majoritară, locuitorii fiind romano-catolici (43,49%), persoane fără religie (12,71%), reformați (11,44%) și atei (1,63%). Pentru 28,87% din locuitori nu este cunoscută apartenența confesională.